# Good Morning Susie Soho
Good Morning Susie Soho è un album degli E.S.T., pubblicato nel 2000 dalla ACT. Tutti i brani sono stati scritti dal trio, eccezione fatta per The Face of love (di N. Kahn e D. Robbins)

## Brani
1. "Somewhere Else Before" -5:30
2. "Do the jangle" - 5:58
3. "Serenity" - 1:50
4. "The Wraith" - 9:16
5. "Last Letter From Lithuania" - 4:10
6. "Good Morning Susie Soho" - 5:51
7. "Providence" - 4:53
8. "Pavane - Thoughts Of A Septuagenarian" - 3:43
9. "Spam-Boo-Limbo" - 4:41
10. "The Face of Love" - 6:51
11. "Reminiscence Of A Soul" - 11:56

## Formazione
- Esbjörn Svensson - pianoforte
- Dan Berglund - contrabbasso
- Magnus Öström - batteria